# Meria (okręg Hunedoara)
Meria – wieś w Rumunii, w okręgu Hunedoara, w gminie Lunca Cernii de Jos. W 2011 roku liczyła 246 mieszkańców.